# Pfarrhaus (Aystetten)

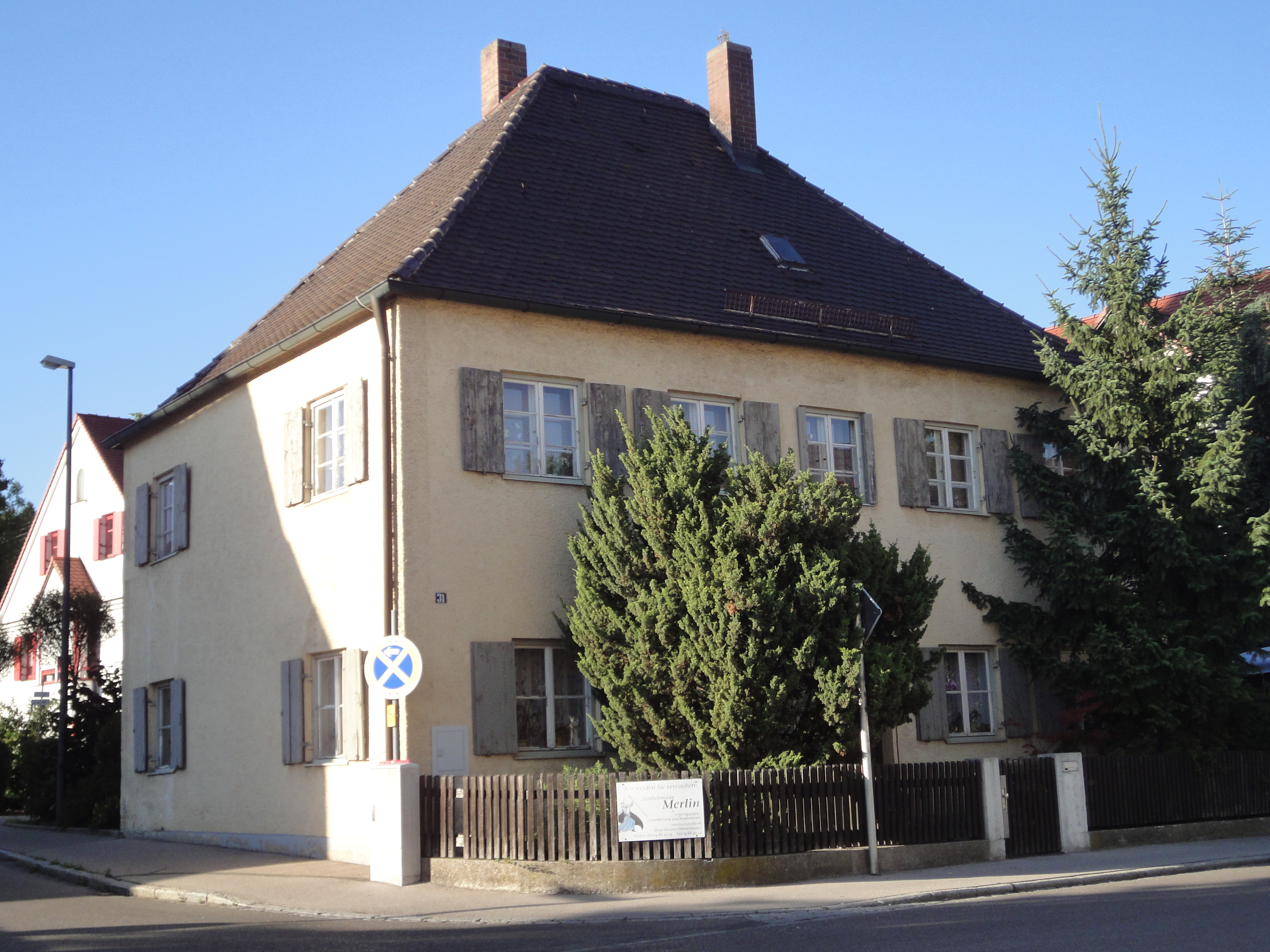
Ehemaliges Pfarrhaus in Aystetten

Das Pfarrhaus in Aystetten, einer Gemeinde im Landkreis Augsburg im bayerischen Regierungsbezirk Schwaben, wurde 1753 errichtet. Das ehemalige Pfarrhaus an der Hauptstraße 31 ist ein geschütztes Baudenkmal.
Der zweigeschossige Walmdachbau besitzt fünf zu zwei Fensterachsen. Das Portal und der ganze Baukörper sind schlicht ausgeführt.